# 마이크의 새 차
마이크의 새 차(Mike's New Car)은 픽사 애니메이션 스튜디오에서 제작한 단편 CGI 애니메이션이다.

## 내용
몬스터 주식회사에 등장한 주인공 설리와 마이크가 등장한다. 마이크는 새 차를 사서 설리에게 차의 여러 기능을 자랑하지만 되레 차에게 불평을 하게 되고, 전에 있던 차를 그리워하게 된다.